# ニコライ・カルダシェフ
ニコライ・セミョーノヴィチ・カルダショフ（Николай Семёнович Кардашёв、1932年4月25日 - 2019年8月3日）は、ロシアの天文学者。

## 人物
モスクワ生まれ。1955年、モスクワ大学卒業後、シュテルンベルク天文研究所の研究員となる。ヨシフ・シクロフスキーに師事し、1962年に博士号を取得する。1963年に、クエーサーCTA-102の研究を行う。ソビエト連邦での地球外知的生命体探査の専門家となる。
1964年に、宇宙に存在しうる宇宙文明の三段階進歩説であるカルダシェフ・スケールを発表する。この論文の内容が、世界中の宇宙人問題に関心を持つ人々より注目されることとなる。
1976年12月12日には、ソビエト連邦科学アカデミーの共同代表に選ばれる。